# Jørgen Klubien
 Der er flere personer med dette navn, se Jørgen Klubien (flertydig).
Jørgen Alex Klubien (født 20. maj 1958 i København) er en dansk sanger, sangskriver og tegner. Han er bedst kendt som forsanger i popgruppen Danseorkestret, som han var med til at danne i 1984. Han har sideløbende arbejdet som animator og storyboarder på en række udenlandske film. Klubien har arbejdet for animationsstudierne Pixar og Disney, og har bl.a. arbejdet på Løvernes Konge (1994), Pocahontas (1995), Græsrødderne (1998), Toy Story 2 (1999) og Monsters, Inc. (2001). I Løvernes Konge skrev Klubien scenen, hvor hyænerne går strækmarch foran Scar.
Med inspiration fra "Den grimme ælling" og elbilen Ellert begyndte han i 1997 at arbejde på et koncept til en animationsfilm, der senere blev videreudviklet i samarbejde med Pixar til filmen Biler (2006). Han har instrueret den nærmest selvbiografiske novellefilm Pinocchio i Hollywood (1998).
Den instrumentale version af "Regndans" blev valgt som temasang for "Vild Med Dans"

## Filmografi
- Pelle Haleløs (1981)
- Otto er et næsehorn (1983)
- Pee-wee's Big Adventure (1985)
- Rejsen til Amerika (1986)
- Oliver & Co. (1988)
- Den lille Havfrue (1989)
- Bernard og Bianca: SOS fra Australien (1990)
- Verdenshistorien (1993)
- Thomas og Tim (1993)
- The Nightmare Before Christmas (1993)
- Løvernes Konge (1994)
- Pocahontas (1995)
- James and the Giant Peach (1996)
- Pinocchio i Hollywood (1998)
- Mulan (1998)
- Græsrødderne (1998)
- Toy Story 2 (1999)
- Monsters, Inc. (2001)
- Mit sande jeg (2003)
- Musik og bøgetræer i 25 år (2004)
- Solkongen (2005)
- Peter Pedal (2006)
- Biler (2006)
- Sådan træner du din drage (2010)
- Shrek Den Lykkelige (2010)
- Frankenweenie (2012)